# Blaverismo

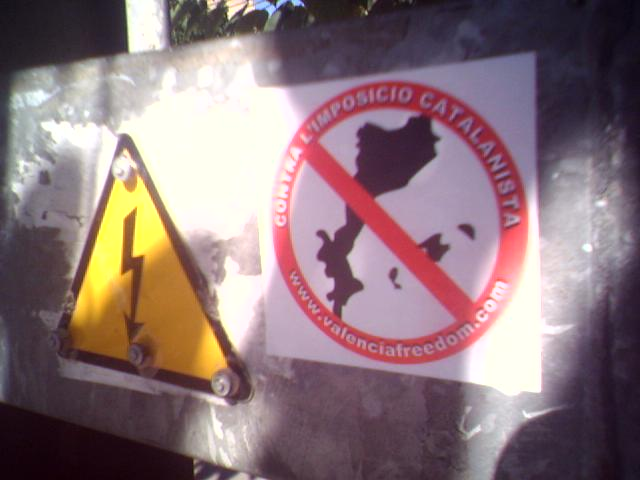
Pegatina blavera contra el pancatalanismo.

El término blaverismo (en valenciano, blaverisme) es un término inicialmente despectivo que hace referencia a un movimiento regionalista valenciano de carácter anticatalanista surgido durante la Transición española en la Comunidad Valenciana, en reacción al pancatalanismo. Debe su denominación a la defensa por parte de este movimiento de la franja azul (blava en valenciano) de la señera valenciana.
El blaverismo es un movimiento popular y heterogéneo, y no esta conectado a ninguna ideología en específico, por lo que aglutina distintos sectores situados dentro de la brújula política y fuera de la misma, aunque todos coinciden en la defensa del regionalismo valenciano contra el nacionalismo catalán. Apareció como reacción al discurso fusteriano del nacionalismo valenciano. Entre las características más frecuentes de su discurso, se encuentran elementos como el populismo, el regionalismo valenciano y el provincialismo, el conservadurismo y el anticatalanismo. Entre las principales actividades contra esta última característica se encuentra el secesionismo lingüístico del valenciano respecto al catalán. Ha sido vinculado con el reaccionarismo y se ha incluido como característica la potenciación del centralismo de la ciudad de Valencia.

## Surgimiento del blaverismo
Hay dos puntos de vista acerca del surgimiento del blaverismo. Los dos son parcialmente complementarios, y diferentes sensibilidades políticas pondrán más énfasis en uno u otro.

### Reacción al fusterianismo

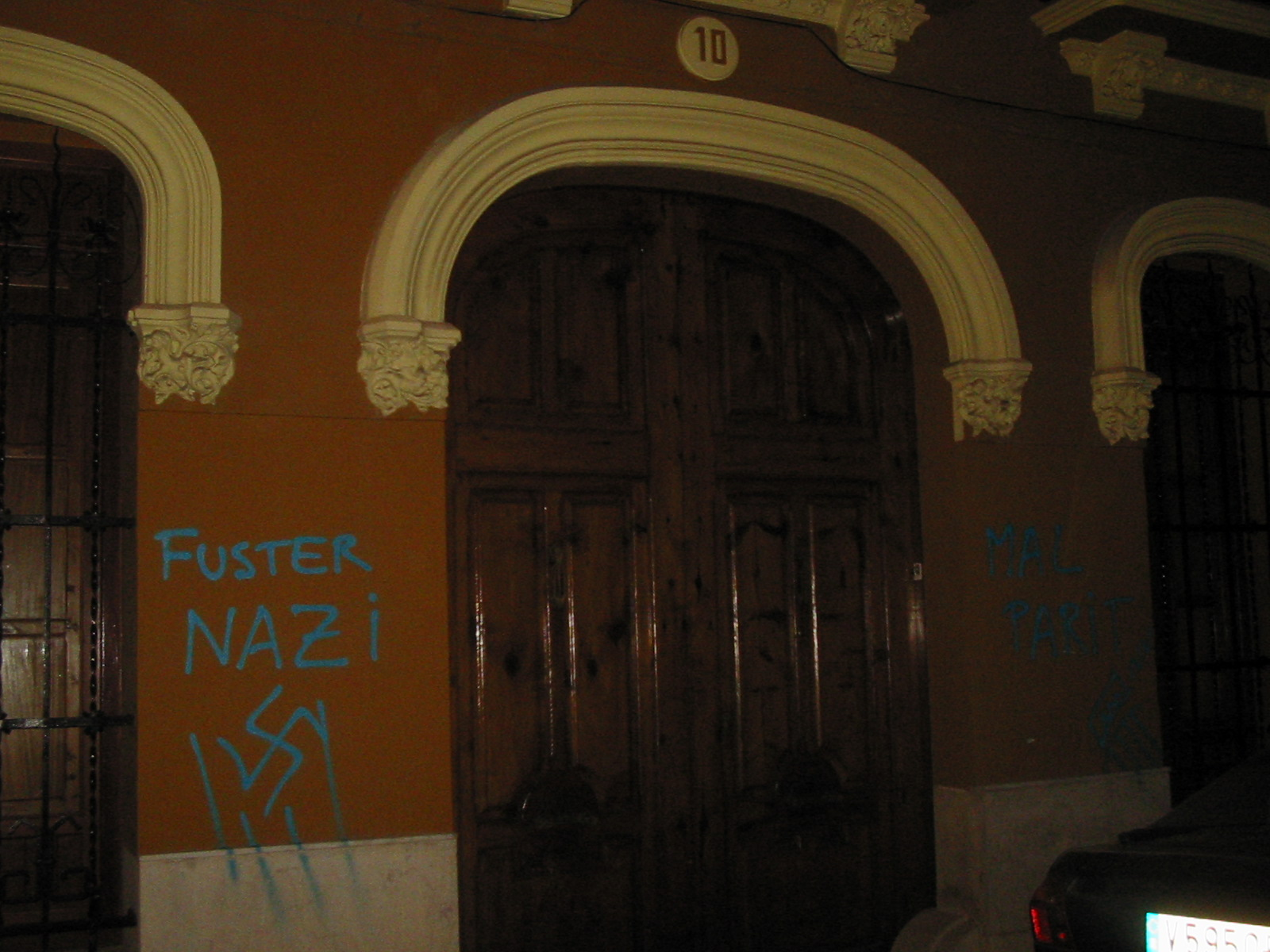
La puerta de la casa de Joan Fuster en Sueca fue objeto de vandalismo blavero en 2006.

Uno de los factores que explicarían la aparición del blaverismo, sería la reacción a las tesis catalanistas del escritor valenciano Joan Fuster. Fuster, en su ensayo Nosaltres els valencians (1962) y otros escritos, promulga un nacionalismo valenciano de corte esencialista,  basado fundamentalmente en la lengua y en factores culturales y concluye, tras un análisis histórico de la identidad valenciana influido por el marxismo, que los valencianos, mayoritariamente o esencialmente, comparten nacionalidad con sus vecinos catalanes.
Estas tesis gozaron de éxito entre buena parte de la intelectualidad y de los universitarios de la década de 1960, por su componente antifranquista y rupturista, que a su vez contagió a la izquierda política (cuyos partidos políticos adoptan mayoritariamente la señera (senyera) y el término País Valenciano, incluso cuando sus propuestas políticas no tengan nada que ver con el catalanismo). La ruptura fusteriana no fue planteada solo en relación con el franquismo, sino también con el valencianismo anterior a la guerra civil española, y especialmente con el discurso del regionalismo valenciano, que había gozado de cierta continuidad en dicho periodo.
Lo que define al blaverismo no es la denuncia del argumento fusteriano como una falacia, sino su respuesta igualmente esencialista pero del todo antagónica. Al percibir la unidad de la lengua del catalán como base de la unidad política de los Países Catalanes, el blaverismo normalmente niega la unidad lingüística para neutralizar el pancatalanismo.
La ruptura interna del valencianismo provocada por el surgimiento del entonces bautizado como nuevo valencianismo fusteriano favorecería la derivación (y el notable éxito) de una parte del valencianismo tradicional hacia planteamientos claramente anticatalanistas, dando lugar al llamado blaverismo. Este movimiento hizo suyo un determinado universo simbólico al que el nuevo valencianismo de raíz fusteriana había renunciado, arrastrando hacia sus planteamientos a los participantes de lo que, siguiendo al profesor Antonio Ariño, cabe llamar un "valencianismo emotivo o temperamental".
Es importante enfatizar que lo que define al blaverismo no es la denuncia del argumento esencialista fusteriano como "falaz", sino su respuesta igualmente esencialista pero del todo antagónica. A la afirmación de Fuster: «no es que [la bandera valenciana] sea igual [que la catalana]; es la misma. Como es el mismo el idioma, y [...] tantas otras cosas más.», el "blaverismo" responde con una negación rotunda de que ambas comunidades compartan alguno de estos aspectos.

### La Transición y el papel de UCD
Algunos críticos del blaverismo, particularmente desde la izquierda, relativizan la importancia del punto de vista anterior y consideran un anacronismo el hecho de que, mientras el fusterianismo nace con la publicación de Nosaltres els valencians en 1962, el blaverismo no se manifestará hasta 1977, en plena Transición, si bien Xavier Casp o Miquel Adlert ya se situaban en posiciones legitimadoras del secesionismo lingüístico desde años atrás.
Por el contrario, estos críticos enfatizan el papel que habrían jugado al respecto políticos de la UCD valenciana como Fernando Abril Martorell, el catedrático Manuel Broseta y el abogado Emilio Attard que, después de las primeras elecciones de 1977 ganadas por la izquierda en Valencia, habrían decidido recoger la bandera del anticatalanismo para neutralizar un planteamiento político que excluía a la derecha y al regionalismo de la centralidad política y frenar el avance tanto del PSOE, como del PCE y de los nacionalistas partidarios de una buena vecindad con Cataluña, a los que se acusará de catalanistas o catalanizadores. La primera declaración anticatalanista de un dirigente de la UCD corresponderá a Attard, máximo dirigente de la formación en la provincia de Valencia, en diciembre de 1977. En 1978, el escritor Vicent Andrés i Estellés es despedido como redactor jefe del diario Las Provincias por supuestas presiones políticas procedentes de la UCD, y en junio del mismo año se publica en el mismo diario el artículo de Manuel Broseta, primero de una serie de colaboraciones estructuradoras de las ideas anticatalanistas y de la presunta estrategia de la UCD a este respecto.
La identificación de la UCD con el ideario blavero llegó a ser prácticamente absoluta. Durante las negociaciones del Estatuto de Autonomía valenciano, la UCD defendió: a) la bandera coronada tricolor, contra la cuatribarrada que defendían los ponentes socialistas y comunistas; b) la denominación valenciano para la lengua propia, como era tradición llamarla, constaría sin referencia alguna a su filiación lingüística; c) la denominación de Reino de Valencia para la comunidad autónoma, contra la de País Valenciano que defendía la izquierda. A pesar de su posición minoritaria, la UCD valenciana hará valer su capacidad de bloqueo para imponer sus tesis en todos estos puntos, menos en el último. Finalmente, la UCD rechazó la denominación País Valenciano en el Congreso de los Diputados y se acabó adoptando la actual denominación, sugerida por Emilio Attard, de Comunidad Valenciana.

## Símbolos del blaverismo
Como se ha señalado anteriormente, el blaverismo se define, por encima de todo, por su negación de que existan elementos simbólicos y culturales importantes que sean compartidos por catalanes y valencianos. El blaverismo como movimiento social en defensa de la personalidad valenciana asume el tradicionalismo basado en el Antiguo Reino de Valencia, en la bandera coronada con franja azul y afirmando el valenciano como lengua propia y distinta del catalán.

### La bandera

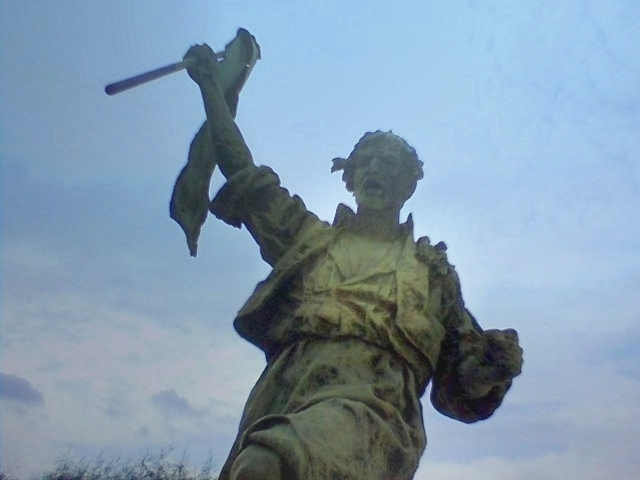
El Palleter, escultura de Emilio Caladín, profusamente utilizada en la iconografía blavera.

La tradicional señera tricolor valenciana con la franja azul coronada junto al mástil, es desde la segunda mitad del siglo XIV, por privilegio real, el símbolo privativo u oficial de la ciudad de Valencia. Si este símbolo de la ciudad resultaba o no aplicable por extensión al resto del Reino de Valencia es una cuestión para la que existe un margen de discusión desde el punto de vista académico, ya que si bien la señera del rey (cuatribarrada), común a todos los territorios de la Corona de Aragón, tenía presencia en buena parte del territorio, la senyera tricolor, al igual que el escudo urbano, dada la macrocefalia ejercida por Valencia, era casi siempre utilizada en los atlas y documentos diversos para distinguir al Reino de Valencia de los demás (para Aragón se colocaba el escudo con las barras rojigualdas y para los condados catalanes el escudo del condado de Barcelona).[cita requerida] Con el resurgimiento del sentimiento identitario valenciano, a finales del siglo XIX y principios del siglo XX, la bandera tricolor adquirirá un carácter protagonista como símbolo privativo que en algunas ocasiones compartirá con la señera cuatribarrada desnuda (que será también honrada como el Pendón de la Conquista, encontrado el 1838).

La bandera de la Comunidad Valenciana es la reivindicada por el blaverismo.

Desde el fusteranismo se promovió el uso exclusivo de la señera cuatribarrada desnuda (a la que se considera la bandera legítima del antiguo Reino de Valencia) como símbolo compartido con el resto de los territorios de habla catalana, los denominados por esta corriente como Países Catalanes. A partir de ese momento, la bandera tricolor se convierte en un elemento fundamental para el blaverismo, por su valor a la hora de diferenciarse con Cataluña. A pesar del valor simbólico de la señera con franja azul para el movimiento, no serán los blaveros los únicos sectores que mostrarán preferencia por esta bandera como la oficial para la Comunidad Valenciana, si bien el Consejo del País Valenciano oficializó una bandera cuatribarrada que, sin llevar franja azul, se diferenciaba de la de Cataluña por incluir el escudo de la Generalidad Valenciana en el centro.
En el Estatuto de Autonomía de 1982, la señera tricolor coronada fue designada bandera oficial de la Comunidad Valenciana.

### La cuestión lingüística
Sin duda, la vertiente lingüística del movimiento es su rasgo más definitorio, tal y como asumen los principales diccionarios valencianos (entre ellos el Diccionari normatiu valencià de la AVL).
Por oposición a la caracterización por Joan Fuster de la lengua catalana-valenciana como elemento decisivo para construir una identidad cultural y política, los blaveros abogan por un uso dialectalizante del valenciano, y rechazan las unitaristas Normas de Castellón de 1932 para optar por las diferentes normativas ortográficas secesionistas del catalán propuestas por la Real Academia de Cultura Valenciana a partir de 1978. Este proceso se inicia con el ensayo de Miquel Adlert En defensa de la llengua valenciana: perqué i cóm s’ha d’escriure la que es parla (1977) y los protagonistas del mismo serán el propio Adlert y el poeta Xavier Casp, quienes evolucionaron durante la década de 1970 desde una postura unitarista inicial.

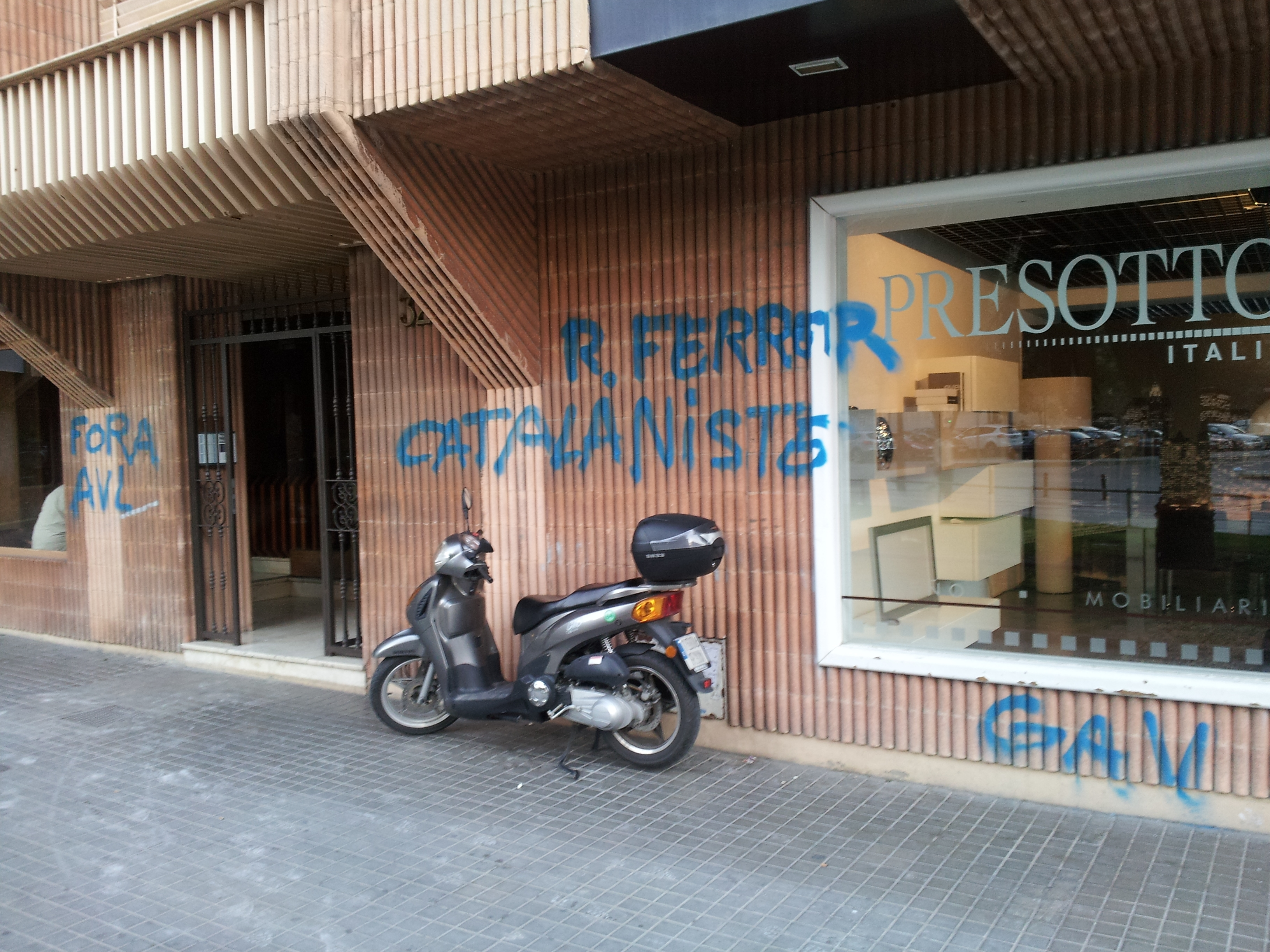
Estado del domicilio del presidente de la Acadèmia Valenciana de la Llengua, Ramon Ferrer, después del ataque realizado por el Grup d'Acció Valencianista durante la madrugada del 23 de mayo de 2013.

El blaverismo lingüístico cosechó importantes éxitos durante los primeros años de su andadura. En octubre de 1979, sus tesis se imponen en Lo Rat Penat, institución símbolo del valencianismo cultural. En marzo de 1981, pocos días antes de comenzar las negociaciones del Estatuto, la UCD dio su apoyo a las Normas del Puig de la Real Academia de Cultura Valenciana, que habían sido firmadas ese mismo mes. Incluso el Estatuto de Autonomía llega a publicarse en el Diario Oficial de la Generalidad Valenciana el 15 de julio de 1982 con esta última normativa ortográfica. Sin embargo, a pesar de estos éxitos iniciales, los intentos de institucionalizar estas normas pronto fracasaron, por razones tanto políticas (hundimiento de la UCD) como culturales (amplio rechazo en la comunidad científica y universitaria) y sociológicas (la limitada difusión que llegarán a tener entre los hablantes).
En 2001 se constituyó la Academia Valenciana de la Lengua, única autoridad lingüística oficial en la Comunidad Valenciana y no subordinada al Instituto de Estudios Catalanes. El objetivo manifiesto por parte de los partidos políticos valencianos mayoritarios fue el dejar, de esta manera, fuera del debate político la cuestión lingüística. En el preámbulo de su Ley de creación 7/1998, del 16 de septiembre, se dice que: «El valenciano, idioma histórico y propio de la Comunidad Valenciana, forma parte del sistema lingüístico que los correspondientes estatutos de autonomía de los territorios hispánicos de la antigua Corona de Aragón reconocen como lengua propia.» Asimismo, el artículo 3 de dicha Ley declara que una de sus funciones será «velar por el valenciano partiendo de la tradición lexicográfica, literaria, y la realidad lingüística genuina valenciana, así como, la normativización consolidada, a partir de las llamadas Normas de Castellón».  El ingreso en la Academia Valenciana de la Lengua de Xavier Casp, cuando todavía era decano de la Real Academia de Cultura Valenciana, supuso un duro golpe para el blaverismo, llegando a ser increpado por una treintena de exaltados que le acusaron de traidor y obligaron a Casp, de 84 años, a ser evacuado con escolta policial.
Esta postura unitarista de la Academia Valenciana de la Lengua fue refrendada en un dictamen aprobado por unanimidad el 9 de febrero de 2005 (Dictamen sobre los principios y criterios para la defensa de la denominación y la entidad del valenciano), en el que se afirma que «la lengua propia e histórica de los valencianos, desde el punto de vista de la filología, es también la que comparten las comunidades autónomas de Cataluña y las Islas Baleares, y el Principado de Andorra.» Este último dictamen fue asumido por la Generalidad Valenciana y por la totalidad de las fuerzas políticas con representación en las Cortes Valencianas.

## Evolución del blaverismo

### Concepción de los Países Catalanes en el valencianismo de la década de 1960
Desde la década de 1940 Xavier Casp y Miquel Adlert venían celebrando una tertulia literaria vinculada a la editorial Torre, fundada por ellos mismos en 1943. Esta editorial se convertiría en el referente de la literatura en valenciano, publicando las primeras obras de autores como Vicent Andrés Estellés o Joan Fuster, y consiguiendo unos reseñables vínculos con los círculos literarios catalanes. Desmarcándose del fuerte catolicismo de sus integrantes, Joan Fuster se distanciaría paulatinamente de la tertulia durante los años 50, época en la que, además, profundizaba en su idea de nacionalidad compartida con el resto de tierras de lengua catalana, los Países Catalanes. Durante este periodo, los círculos valencianistas propondrían diferentes alternativas a la denominación y proyecto político de Países Catalanes, como la denominación Comunidad Catalánica, proyecto circunscrito al mismo ámbito territorial pero concebido solo como marco de relaciones de tipo cultural que fue promovida por Miquel Adlert y el grupo de la Editorial Torre. Por otra parte, y desde el grupo de Lo Rat Penat, Nicolau Primitiu propondrá la denominación bacavés, acrónimo de balear-catalán-valenciano, para denominar al conjunto de la lengua catalana.
Con la publicación de la obra El País Valenciano, y la controversia que se creó en la prensa valenciana, Xavier Casp y Miquel Adlert dan la espalda a Joan Fuster, quien ya se había convertido en un referente intelectual para los jóvenes universitarios contrarios al régimen franquista. Para mediados de la década de 1960 Casp y Adlert tendrían ya una posición periférica en los ambientes literarios valencianos, si bien en esas fechas serían readmitidos en Lo Rat Penat.

### Izquierda política y autonomía política
Las tesis fusterianas influyeron en los principales partidos políticos de ámbito valenciano opositores al régimen (UDPV y PSPV) y eran asumidas parcialmente por los principales partidos de izquierda (PSOE y PCE). También en UCD había sectores cercanos al fusteranismo, representados por Francesc de Paula Burguera. Aun así cabe notar que las demandas territoriales de estas fuerzas políticas no iban en la línea de los Países Catalanes, sino en un proyecto autonomista o difusamente federalista. El 9 de octubre de 1977 se produce una multitudinaria manifestación por la autonomía valenciana.
Después de las Elecciones generales de España de 1977 se producen, por una parte, la marginación electoral de las fuerzas de ámbito valenciano, que no obtienen representación, y por otra una clara victoria de las fuerzas de izquierda, dónde el PSOE supera a UCD en las tres provincias y el PCE se sitúa como tercera fuerza. Así pues, la UCD que ganó cómodamente las elecciones en el conjunto del estado, solo obtiene mayoría en la provincia de Castellón. Los resultados electorales harán que Josep Lluís Albiñana (PSOE-PV), próximo a la figura de Joan Fuster, sea elegido como primer presidente del Consejo del País Valenciano, el órgano pre-autonómico valenciano.
Por entonces el blaverismo era un movimiento minoritario, y de hecho el secesionismo lingüístico no se propondría hasta que en 1977 Miquel Adlert publicara En defensa de la llengua valenciana, perqué cal escriure cóm es parla, y el blaverismo no dispondría de una normativa diferente de la del idioma catalán hasta que en 1979 la Real Academia de Cultura Valenciana elaborase las Normas del Puig, llamadas así por un acto de adhesión celebrado en el Monasterio de Santa María del Puig en 1981. Los representantes públicos del regionalismo anticatalanista estaban vinculados básicamente al régimen franquista y a Alianza Popular, único partido que recurrió a la retórica anticatalanista en la campaña de las primeras elecciones democráticas. Además, el blaverismo contaba con el apoyo de una parte de la intelectualidad conservadora contraria a las tesis de Joan Fuster, algunos de ellos, incluso, provinientes del valencianismo político de pre-guerra.

### El papel de UCD en la popularización del movimiento
La derrota electoral relativa de la Unión de Centro Democrático, unido a la mayor presencia de las fuerzas de izquierda en las calles, serían uno de los factores que explicarían que desde UCD se iniciara una estrategia anticatalanista, con el objetivo de desgastar a las fuerzas progresistas. El historiador y militante del PSPV Alfons Cucó, atribuirá el desarrollo del blaverismo a la derecha de la Ciudad de Valencia que, al verse sin un relato que le legitimara a ojos de la ciudadanía por su distancia con los sectores antifranquistas, potenciara el valencianismo de los sectores no fusterianos como doctrina ideológica alternativa al de la cultura política de la izquierda. La percepción de que el blaverismo nace como reacción de la derecha a la manifestación autonomista de 1977 y las victorias electorales de la izquierda aquel mismo año ha sido aceptada y repetida posteriormente. Así, Anselm Bodoque apuntará hacia la tesis de que el surgimiento del blaverismo se trate de la segunda radicalización de la derecha valenciana en el siglo XX, siendo la primera radicalización la experimentada durante la Segunda República Española. A partir de 1978, la UCD se dará cobijo a los sectores anticatalanistas, potenciará el localismo castellonense frente al centralismo valenciano, e iniciará una estrategia de freno del proceso autonómico.
Después de las elecciones, desde algunos medios de comunicación y las diputaciones provinciales controladas aún por el franquismo ejercerán una presión contra el Consejo de Albiñana, presión que irá combinada de manifestaciones desde abajo, realizadas por los por el momento pequeños núcleos blaveristas. En este periodo el blaverismo se convierte en el principal grupo de presión contra el gobierno pre-autonómico valenciano, incluyendo acciones violentas. En 1977 se crea el Grup d'Acció Valencianista, y se hacen con el control de entidades históricas como el Centro de Cultura Valenciana (actual Real Academia de Cultura Valenciana).
A partir de 1978 el blaverismo se convierte en un movimiento de masas, cobrando un gran protagonismo el periódico Las Provincias, y superando sus límites originales de la Ciudad de Valencia para expandirse por las zonas costeras de la provincia de Valencia y el sur de la provincia de Castellón.
Uno de los grandes éxitos de la UCD durante la transición sería el de instrumentalizar políticamente el naciente movimiento. El abogado Manuel Broseta, que inicialmente mantenía relaciones de colaboración con el presidente del Consejo Josep Lluís Albiñana, cambiaría de opinión para sumarse a la estrategia de tensión de su partido, si bien el mayor representante de esta nueva línea sería el ministro y cabeza de lista por Valencia en las elecciones de 1979, Fernando Abril Martorell. El presidente del Grupo de Acción Valencianista, Rafael Orellano, sería incorporado a las listas de UCD, sin salir elegido diputado, y más adelante sería concejal con la formación ucedista.
Con la estrategia de movilización y presión, el blaverismo consiguió que, cuando finalmente se aprobara el Estatuto de autonomía de la Comunidad Valenciana, esta incluyese los elementos simbólicos que estos defendían, si bien en el anteproyecto negociado en Benicasim el nombre elegido fuera el de País Valenciano y la bandera no incluyese una corona, sino el Escudo de la Generalidad Valenciana en la franja azul. La bandera y el nombre de Comunidad Valenciana, inventado por Emilio Attard, fueron añadidos en Madrid, mientras se negociaba el texto en el Congreso de los Diputados.

### Época autonómica
El marco surgido de la transición favoreció que la influencia social del blaverismo aumentara. A partir de los años 80, y como consecuencia de la crisis de UCD la politización partidista del blaverismo se dirigirá hacia Unión Valenciana (escisión de la Unió Regional Valencianista), que obtuvo representación en el Ayuntamiento de Valencia, las Cortes Valencianas y el congreso de los Diputados gracias a su participación en la Coalición Popular. La consolidación de Unión Valenciana, que a partir de 1986 revalida su representación institucional en solitario, implicará un descenso en el número de acciones violentas vinculadas al blaverismo, si bien la nueva formación política mantendrá y capitalizará la capacidad de movilización del blaverismo. Por diferentes factores, entre los que se incluyen la suma de sectores provenientes del CDS y la existencia de espacios electorales compartidos con el PSPV-PSOE, Unión Valenciana tendrá una trayectoria electoral creciente hasta las elecciones generales de España de 1993, siempre obteniendo representación por la provincia de Valencia. En lo que respecta a las entidades culturales vinculadas al movimiento (Real Academia de Cultura Valenciana y Lo Rat Penat) también padecerán cierto retroceso durante este periodo,

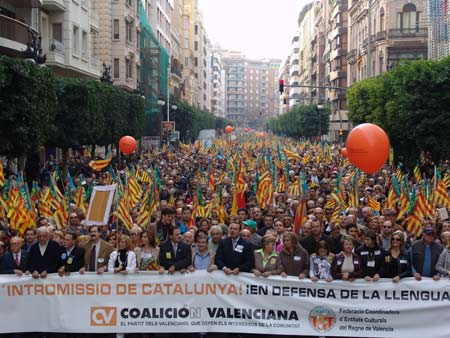
Manifestación en Valencia "contra la intromisión de Cataluña y en defensa de la lengua".

En 1991 el blaverismo obtiene sus mejores resultados electorales, en las elecciones a las Cortes Valencianas de 1991, con 208.126 votos para Unión Valenciana. El Partido Popular accede a la alcaldía de Valencia gracias a un pacto con UV, que se repetiría en 1995 para acceder a la Generalidad Valenciana en el conocido como pacto del pollo. Con el acceso a las instituciones, las entidades culturales blaveras RACV y Lo Rat Penat recibirán subvenciones millonarias, y en lo que respecta a la producción editorial en Normas del Puig, en el periodo de los años 90 se publican el mayor número de obras con esta normativa por año, con una media de 40 títulos, editados mayormente por entidades dependientes del gobierno como la Junta Central Fallera o las anteriormente citadas RACV o LRP. Con la creación de la Academia Valenciana de la Lengua, el uso de las normas del Puig cae a niveles de 10 o menos obras publicadas por año, si bien las entidades culturales del blaverismo seguirán recibiendo subvenciones públicas, aun cuando este hecho contradiga la ley de creación de la AVL. Con la publicación en 2005 del Dictamen sobre los principios y criterios para la defensa de la denominación y la entidad del valenciano, los académicos provenientes de la RACV serían expulsados de la misma por haber firmado un documento en el que se reconocía la unidad de la lengua catalano-valenciana.

#### El blaverismo después de UV
Con el paso de Unión Valenciana al extraparlamentarismo tras las elecciones autonómicas de 1999, será el Partido Popular de la Comunidad Valenciana quien ocupe el espacio del blaverismo, quien mantendrá las subvenciones hacia las entidades blaveras en un proceso para instrumentalizar políticamente a estos referentes del movimiento.
En este periodo surgirán principalmente dos retóricas diferenciadas en el blaverismo, por una parte una vinculada al partido Coalición Valenciana, el GAV, y el periódico Valéncia Hui, quienes practicarán un anticatalanismo más radical, y por otra, una retórica más moderada que, de una forma más poliédrica, será el discurso que asumirá el Partido Popular. Durante esta etapa, el PP gobierna la práctica totalidad de instituciones valencianas y no le interesa un clima de movilización callejera del blaverismo, carta que Coalición Valenciana intentará jugar. Por otra parte, el Partido Popular practicará una narrativa donde se presentará como el partido que defiende los intereses de los valencianos, asumiendo el anticatalanismo como referente discursivo. Las últimas elecciones autonómicas a las que se presentó UV, las de 2007, mostraban al blaverismo como corriente política en pleno retroceso: UV, que se presentaba en coalición con Los Verdes-Ecopacifistas y Unión de Centro Liberal, alcanzó 22.789 votos, CV, en sus mejores resultados electorales se hizo con 17.331 votos, mientras que Units x Valéncia, una coalición entre una escisión de UV y Esquerra Nacionalista Valenciana, consiguió 2.559 votos, sin obtener ninguno de ellos representación en las instituciones.
Tras la integración de UV en el PP en 2011 y la disolución de CV en 2013, numerosos partidos surgidos como escisiones de UV intentaron mantener su discurso, con exiguos resultados. Así por ejemplo, en las elecciones generales de España de 2015, los partidos que incluían el blaverismo entre sus componentes ideológicos (Som Valencians, En Positiu y Avant Valencians) consiguieron apenas 8.300 votos. En el año 2021, Vicente González-Lizondo Sánchez, hijo del que fuera fundador de Unión Valenciana, promovió un partido de nombre 'Valéncia Unida' (VLC Unida), presentándose como de posición política centrada y moderada y sobre todo de estricta obediencia valenciana. En las elecciones municipales de España de 2023 obtuvo 1755 votos en la ciudad de Valencia.
Algunos observadores como el sociólogo Vicente Flor Moreno, fundador de la Juventud Valencianista, hablan de la existencia de un "pseudoblaverismo" como corriente minoritaria, marginal y extremista, que se caracterizaría por un fuerte sentimiento español, y por una fuerte oposición al concepto de «Países Catalanes».

## Violencia blavera
Durante la conocida como Batalla de Valencia, momento de mayor movilización del movimiento, el blaverismo destacó por el uso de la violencia de baja intensidad, tanto física como simbólica con el objetivo de desgastar a la izquierda política, y conseguir la hegemonía política y social. Así pues, durante este periodo se producen agresiones contra los cargos políticos elegidos tras las primeras elecciones democráticas en España, como el alcalde de Valencia Ricard Pérez Casado, o la quema de la Bandera del Consejo del País Valenciano en la fachada del Ayuntamiento de Valencia. Vicent Flor, en su estudio de 2009, considerará que una de las características dialécticas del blaverismo es la justificación de la violencia.
La violencia blavera aparece en 1977 en forma de agresiones, consolidándose en 1978, confundiéndose esta a veces con el Terrorismo tardofranquista. Así pues, durante la transición, intelectuales como Joan Fuster o Manuel Sanchis Guarner recibieron atentados con bomba en sus domicilios. A pesar de la imposibilidad de atribuir su autoría a elementos ultraderechistas o blaveros, desde el blaverismo se darían muestras de alegría ante los sucesos.
En tiempos más recientes, miembros del GAV han sido condenados por diversas agresiones con violencia física acaecidas entre 2014 y 2017. Las víctimas incluían manifestantes, periodistas e incluso menores de edad, uno de los cuales tuvo que ser ingresado con un traumatismo craneal grave.

## Interpretaciones del blaverismo
Existen pocos estudios sobre la formación y desarrollo del blaverismo.
Entre las interpretaciones que se han hecho del mismo las hay que, influenciadas por las posturas fusterianas, consideran que el blaverismo es un movimiento irracional, y por lo tanto, carente de recorrido político. Entre las posturas abiertamente hostiles hacia el blaverismo esta interpretación se acentuará, llegando a ser definido por Vicent Bello, autor del ensayo La Pesta Blava, como «la negación de la razón y el enarbolamiento de la incultura como arma de batalla». También desde estas posturas se considerará al blaverismo como un movimiento específicamente fascista.
Así pues, Vicent Bello, en su ensayo de 1988 La Pesta Blava, considerará el blaverismo como un fascismo con características valencianas, y calificará de neo-blaverismo o blaverismo ilustrado a las corrientes conciliadoras (tercera vía) del valencianismo, por entender que practicaban un anticatalanismo sin apariencia de serlo.
También, desde posturas próximas al regionalismo valenciano, ha habido interpretaciones que, desmarcándose del recurso a la violencia o la retórica anticatalanista justifican o comprenden algunas de las motivaciones o incluso acciones del blaverismo, especialmente las que muestran rechazo al catalanismo.